# Понт Суац-Ампајлант (Долина Аосте)
Понт Суац-Ампајлант је насеље у Италији у округу Долина Аосте, региону Долина Аосте.
Према процени из 2011. у насељу је живело 663 становника. Насеље се налази на надморској висини од 588 м.